# Улица Фримонт
Улица Фримонт (енгл. Fremont Street, Лас Вегас) улица је у центру Лас Вегаса, Невада, САД која је друга најпознатија улица у долини Лас Вегаса и Неваде, поред Лас Вегас Стрипа. Названа у част истраживача и политичара, оснивача калифорнијког огранка републиканске странке САД али и координатора масакра на реци Сакраменто, Џона Ч. Фремонта. Улица је смештена у срцу коридора казина које се налазе у центру града, улица Фремонт је данас, или је била, адреса многих познатих казина као што су Binion's Gambling Hall and Hotel, Eldorado Club, Fremont Hotel and Casino, Golden Gate Hotel and Casino, Golden Nugget Las Vegas, Four Queens, The Mint Las Vegas и Pioneer Club Las Vegas.
Пре изградње улице Фремонт, западни крај Фремонт улице био је репрезентативна сцена за Лас Вегас која је била укључена у готово сваку телевизијску емисију и филм који је желео да прикаже блистава светла Лас Вегаса. Обиље неонских реклама, попут каубојског Вегас Вика, донело је улици надимак „Глитер галч“.
Улица Фремонт је лоцирана између главне улице и авеније Сахара у правцу северозапад-југоисток, иако аутомобилски саобраћај заправо почиње на Булевару Лас Вегаса. Са авенијом Сахара, напушта сам Лас Вегас и наставља као Булдер хајвеј. Улица Фремонт је раније укључивала неколико националних аутопутева, укључујући УС Руте 93 (УС 93), УС 95 и УС 466. УС 93 и УС 95 су преусмерени дуж Интерстејта 515, док је УС 466 повучен. Део улице Фремонт источно од округа Фремонт исток тренутно је означен као Невада стејт рут 582.
Иако је проституција илегална у округу Кларк од 1971. године, улица има репутацију проституције.

## Историја
Улица Фремонт датира из 1905. године, када је и сам Лас Вегас основан. Фримонт улица је била прва поплочана улица у Лас Вегасу 1925. године и добила је први семафор у граду 1931. године. Преко улица Фремонт пролазили су путеви УС Роуте 93 (УС 93), УС 95 и УС 466, пре изградње међудржавних аутопутева, укључујући И-15.
Док је коцкање основано пре него што је легализовано, Нортерн клаб је 1931. године добио једну од првих 6 дозвола за коцкање издатих у Невади, и прву за Фремонт стрит.
Глитер галч у улици Фремонт, затворен је за саобраћај возила у септембру 1994. године, да би почела изградња Фремонт стрит експиријанса.

## Источни Фримонт
Године 2002. град Лас Вегас је отворио источни Фремонт ентертејмент дистрикт (ФЕЕД), кварт за забаву у срцу центра Лас Вегаса. Године 2004. град је најавио планове за преуређење дела улице Фремонт од три блока источно од Доживљаја улице Фримонт, као области уметности и забаве у оквиру ФЕЕД-а. Пројекат побољшања улице вредан 5,5 милиона долара био је јавно-приватно партнерство са 50% плаћеним од стране станодаваца преко нових предузећа и 50% плаћеним порезом као део планова за ревитализацију центра Лас Вегаса. Подручје је редизајнирано како би се повећала привлачност центра града, са компактним забавним простором са баровима и клубовима.
Реновирање та три блока укључивало је редизајнирање улице да би била погодна за пешаке, уређење и нове неонске рекламе ретро изгледа. Такође је укључивао 4 старинске неонске рекламе у Вегасу у средини улице, новоизграђене, али подсећају на класичне рекламе у Лас Вегасу. Побољшана и реновирана улица Фримонт исток је званично отворена у лето 2007. године.
Тренутно, Фремонт исток ентертејмент дистрикт обухвата укупно шест блокова. Границе су од Булевара Лас Вегас исток до 8. улице, а затим од улице Огден југ до улице Карсон. Историјски хотел и казино Ел Кортез налазе се у оквиру округа, као и главни коктел бар Даунтаун коктел рум. Иза овог округа на Фремонту лежи највећи део Даунтаун пројекта Тонија Шеја.

## Улица Фримонт
| - Улаз у Фримонт из центра - Касино Сем Бојд - Рок кафе - Клуб Пионир - Неонполис на Фримонту - Касино Мермејд - Касино Голден нагет - Касино Голден гејт |

## Референцце
1. ↑  „NRS 244.345 Дворане за плес, услуге пратње, забава путем услуга упућивања и коцкарских игара или уређаја; ограничење лиценцирања кућа за проституцију”. Nevada Revised Statutes. Приступљено 2008-07-07.
2. ↑  Longobardy, Joshua (27. 7. 2006). „Политика спречавања проституције – Las Vegas Weekly”. lasvegasweekly.com. Приступљено 9. 10. 2019.
3. ↑  „Историја улице Фримонт”. Архивирано из оригинала 29. 12. 2008. г. Приступљено 9. 12. 2008.
4. ↑  „Фремонт стрит експиријанс у Лас Вегасу”. ExploringLasVegas.com. Приступљено 2010-04-24.
5. 1 2 3  Fremonteast.com: Fremont East Entertainment District (FEED) . accessed 5.5.2015
6. ↑  „Нови округ је све о старом Лас Вегасу”. Las Vegas Sun. 2007-01-18. Приступљено 2007-08-27.
7. ↑  „Фотографије: Источни Фримонт добија гламурозни третман”. Las Vegas Review-Journal. 2007-08-25. Приступљено 2007-08-27.
8. ↑  „Трећа улица има потенцијал да буде магнет за ноћни живот”. Las Vegas Review-Journal. 2004-09-18. Приступљено 2007-08-27.